# Zhongornis
Zhongornis (que significa "ave intermedia") es un género extinto de aves primitivas del orden Saurischia que vivió durante el Cretácico Inferior. Fue encontrado en rocas de la Formación de Yixian en la ciudad de Lingyuan (China), y descrito por Gao et al. en 2008.
Zhongornis tiene solo una especie descrita, Zhongornis haoae. El único espécimen es una losa fósil y una contra losa numerada D2455/6. Está en la colección del Museo de Historia Natural de Dalian. Se trata de un esqueleto bastante completo de unos ocho centímetros de longitud. Los poros en los huesos y las suturas no fusionadas en el esqueleto indican que el espécimen era un juvenil. Los autores creen que estaba lo suficientemente desarrollado como para erigir un nuevo taxón sobre la base de sus caracteres morfológicos únicos. Hay impresiones de plumas conservadas en la mano derecha y también probables plumas de la cola conservadas cerca del pie izquierdo. Zhongornis tenía una boca picuda sin dientes. La cola es proporcionalmente corta, tiene trece vértebras y no tiene pigóstilo. El tercer dedo tiene solo dos huesos falángicos, a diferencia de los dinosaurios no avianos y Confuciusornis, y más como las enantiornitas y avialanos más avanzados. Estas características y un análisis cladístico indican que Zhongornis es el grupo hermano de todos los pigostilios, lo que significa que es intermedio entre los avialanos cola larga, como Archaeopteryx, y taxones más avanzados, como Confuciusornis.

## Importancia evolutiva
Zhongornis proporciona información anatómica importante sobre la transición evolutiva de avialanos basales primitivos como Archaeopteryx, que tenía una cola larga y huesuda y un tercer dedo similar al de un dinosaurio, a los avialanos más avanzados como las enantiornitas, que tenían un tercer dedo reducido y colas fusionadas en pigóstilos rígidos. Zhonghornis es el único fósil encontrado que parece ser intermedio en estas características. Parece tener un hueso menos en el tercer dedo que Archaeopteryx y uno más que Longipteryx, lo que sugiere que es un intermedio entre los dos. Zhongornis también parece ser intermedio en la anatomía de su cola. Tiene solo trece vértebras caudales, mucho menos que las 22 del Archaeopteryx. Ninguno de los centros vertebrales está fusionado, pero los últimos cuatro forman un borde lateral continuo, lo que implica que este espécimen tenía un pigóstilo incipiente. Previo a este fósil Sanz et al. (1992) sugirieron que la evolución del pigóstilo pudo haber ocurrido cuando las numerosas vértebras de la cola se volvieron muy pequeñas y muy anquilosadas. Zhongornis sugiere que el acortamiento de la cola y una gran reducción en el número de vértebras precedieron al origen del pigóstilo en la evolución de al menos un linaje de aves.

## Otras interpretaciones
Después de un nuevo estudio detallado, O'Connor y Sullivan sugieren que esta ave juvenil de la fauna de Jehol del Cretácico Inferior de China en realidad posee 20, en lugar de 14, vértebras de la cola; además, esta cola es muy similar a las de Epidexipteryx (un escansoriopterígido) y Caudipteryx (un oviraptorosaurio). Con base en esta y otras características, los autores reinterpretaron a Zhongornis como el taxón hermano de los escansoriopterígidos, y además sugirieron que este clado (Zhongornis + Scansoriopterygidae) es el grupo hermano de Oviraptorosauria. Otros análisis filogenéticos, incluyendo un conjunto de datos más grande, no consideran la hipótesis de que Zhongornis es un escansoriopterígido, sino que lo encuentran en su posición tradicional como un pariente primitivo de los pigostilios, o como un pariente cercano de Confuciusornis.